# Ewa Kłobukowska
Ewa Janina Kłobukowska (Varsóvia, 1 de outubro de 1946) é uma ex-atleta, velocista e campeã olímpica polonesa.
Em 1964, poucos dias depois de completar 18 anos, Ewa ganhou a medalha de ouro olímpica integrando o revezamento polonês 4x100 m junto com Irena Szewińska, Teresa Ciepły e Halina Górecka, que quebrou o recorde mundial da prova (43s6) nos Jogos Olímpicos de Tóquio. Poucos dias antes, já havia ganho a medalha de bronze nos 100 m rasos.
Em 1965, ela quebrou o recorde mundial dos 100 m rasos (11s1) em Praga, Tchecoslováquia e no ano seguinte conquistou o ouro nos 100 m e no revezamento 4x100 m além da prata nos 200 m do Campeonato Europeu de Atletismo, disputado em Budapeste, na Hungria. Em 1967, porém, durante um teste de confirmação de sexo feito num evento esportivo em Kiev, Kłobukowska foi desclassificada e desqualificada para competir em eventos femininos de atletismo, por possuir um número de cromossomos masculinos maior que o aceitável em mulheres e teve todos seus recordes retirados, incluindo o do revezamento campeão olímpico em Tóquio 1964. As colocações daquela prova, entretanto, foram mantidas, permitindo a ela conservar sua única medalha de ouro olímpica.